# Маджи, Франческина
Франческина Маджи (итал. Franceschina Maggi), или Франческина деи Маджи из Брешии (итал. Franceschina dei Maggi di Brescia; ум. 1299) — итальянская аристократка из рода Маджи, первая супруга народного капитана и сеньора Мантуи Гвидо из рода Бонакольси.

## Биография
Франческина Маджи была родом из Брешиа и происходила из знатного рода Маджи. Она была первой женой народного капитана и сеньора Мантуи Гвидо Бонакольси. Умерла бездетной в 1299 году. После её смерти Гвидо женился на Констанце делла Скала.

## Семья и дети
Муж: Гвидо Бонакольси (1334—1382), детей нет. По другим источникам, в этом браке Франческина родила двух дочерей: Аньезе, которая вышла замуж за Гаруфало Трипадоло и Фьордилиджи, вышедшую замуж за Манфредо дельи Ассандри.